# 肯氏海豚
肯氏海豚（學名：Kentriodon）是一類已滅絕的小型和中型齒鯨，生存於漸新世晚期至中新世中期，為肯氏海豚科下最早命名且最為多樣化的一屬，包含 3 個已命名及 5 個未描述的物種。它們的頭顱骨大而對稱，被認為是一些現生海豚的祖先；推測以小型魚類等為食，並已擁有回聲定位功能。
肯氏海豚的化石在世界各地都有發現，包括美國、墨西哥、秘魯、阿根廷、葡萄牙、法國、比利時、瑞士、奧地利、義大利、羅馬尼亞、摩爾多瓦、烏克蘭、俄羅斯、土耳其、日本及新西蘭。

## 下級分類
- 斑尼肯氏海豚 Kentriodon pernix Kellogg, 1927[1]
- Kentriodon fuchsii (Brandt, 1873)[2]
- 穗別肯氏海豚 Kentriodon hobetsu Ichishima, 1995[3]
- 暗紋肯氏海豚 Kentriodon obscurus (Kellogg, 1931)[4]
- Kentriodon schneideri Whitmore and Kaltenbach, 2008[5]
- Kentriodon diusinus Salinas-Márquez, Barnes, Flores-Trujillo, Aranda-Manteca, 2014[6]
- Kentriodon hoepfneri Kazár & Hampe, 2014[7]

## 外部連結
- The Evolution of Whales （页面存档备份，存于），改編自《國家地理》，2001 年 11 月